# Andrey Batt
Andrey Batt (em russo:  Андре́й Ба́тт; Tallinn, Estónia, 6 de Agosto de 1985) é um ator russo , rapper, produtor.

## Biografia
Aos três anos de idade Andrey mudou-se com a sua família para Moscovo.
Na escola gostava de desenhar. Em 1992 Andrey ingressou na escola Americana em Moscovo e lá começou a participar de peças escolares, incluindo as de caracter sociais.
Aos 11 anos Andrey praticou basquetebol como membro da equipa da escola Americana, muitas vezes ele se tornou campeão de Moscovo em competições regionais.
Depois de terminar a escola Andrey tornou-se director de vários projectos independentes, bem como de vídeos de música. Ele compôs para músicos jovens de várias nacionalidades tais como Rússos, Americanos, Africanos, e Portugueses.

## Carreira
Em 2010 ele mudou-se para América, em Los Angeles, onde estudou arte e produção cinematográfica.
Ele actuou no filme Japonês Fighting Spirit, bem como em algumas séries na TV Americana, oque lhe levou a ser conhecido não só na Rússia e na Ucrânia como também no Brasil, Estados Unidos[carece de fontes?], Portugal e Espanha.
Ainda idade escolar ele tornou-se um grande fã de diferentes estilos musicais como Rap e R'n'B.
No final de 2012 começa a envolver-se em actividades musicais sob o nome artístico Batt (em inglês:  Bat), o seu primeiro single lançado no rap Amor nas nuvens (em russo:  Любовь над облаками).

Na gravação do vídeo clipe desta música participou: Darya Melnikova, atriz muito conhecida pela série de TV Daddy's Daughters o medalhista de bronze em 2012, Russa equipe nacional de basquete jogador Anton Ponkrashov  , Russa equipe nacional de basquete jogador Anatoly Kashirov  , e o filho de três anos do popular artista de rap Rússo Guf.

## Filmografia
- 2017 — Hero (Rússia)
- 2013 — Fighting Spirit (br: Espírito combatente) (Japonês / EUA)
- 2010-2013 — The Walking Dead (br: The Walking Dead) (EUA)
- 2011-2013 — The Killing (br: The Killing) (Canadá / EUA)
- 2010-2013 — Justified (br: Justificado) (EUA)
- 2008-2011 — Wedding Ring (br: Anel de casamento) (Rússia)
- 2010 — Stolitsa Grekha (Uspekh Lyuboy Tsenoy) (br: A capital do Pecado (Sucesso por todos os meios)) (Ucrânia / Rússia)
- 2010 — Gryaznaya Rabota (br: Dirty Work) (Rússia)
- 2010 — Vi Zakazivali Ubeistvo (br: Encomendados Murder) (Rússia)
- 2009 — Gorod Soblaznov (br: A capital do Pecado (Sucesso por todos os meios)) (Ucrânia / Rússia)

## Discografia

### Singleto
- 2013 — "Love Above the Clouds"
- 2014 — "Letniy…" (feat. Dasha Melnikova)
- 2015 — "Letniy" (RIA Project Saxophone Dance Remix)
- 2017 — "Moy Gorod"

### Clipe
- 2013 — "Love Above the Clouds"
- 2014 — "Letniy…" (feat. Dasha Melnikova)